# 树粉虱属
树粉虱属（学名：Apobemisia）是粉虱科的一属。

## 下属物种
本属包括以下物种：
- 朴樹粉蝨 Apobemisia celti (Takahashi, 1932)
- 桑名樹粉蝨 Apobemisia kuwanai (Takahashi, 1934)